# Dykhausen
Dykhausen ist ein Ortsteil der niedersächsischen Gemeinde Sande im Landkreis Friesland.

## Lage
Dykhausen liegt im Westen der Gemeinde Sande in unmittelbarer Nähe vom Ems-Jade-Kanal. Der ländlich geprägte Ort erstreckt sich rund einen Kilometer. Zum Gemeindezentrum von Sande sind es 3,5 Kilometer Luftlinie.

## Geschichte
Dykhausen gehört seit der Gemeindegebietsreform 1972 zur Gemeinde Sande im Landkreis Friesland. Vorher war der Ort Teil der früheren Gemeinde Gödens im Landkreis Wittmund.

## Sehenswürdigkeiten

### St.-Jakobus-Kirche
Direkt im Ortskern von Dykhausen befindet sich die um 1200 erbaute evangelisch-reformierte St.-Jakobus-Kirche. Die auf einer steilen Warft stehende Kirche besitzt seit 1911 einen hoch aufragenden, mit Klinkersteinen verblendeten Westturm mit quer liegendem Satteldach. In der Kirche fand Heinrich Krechting, der ehemalige Kanzler des Täuferreich von Münster seine letzte Ruhestätte.

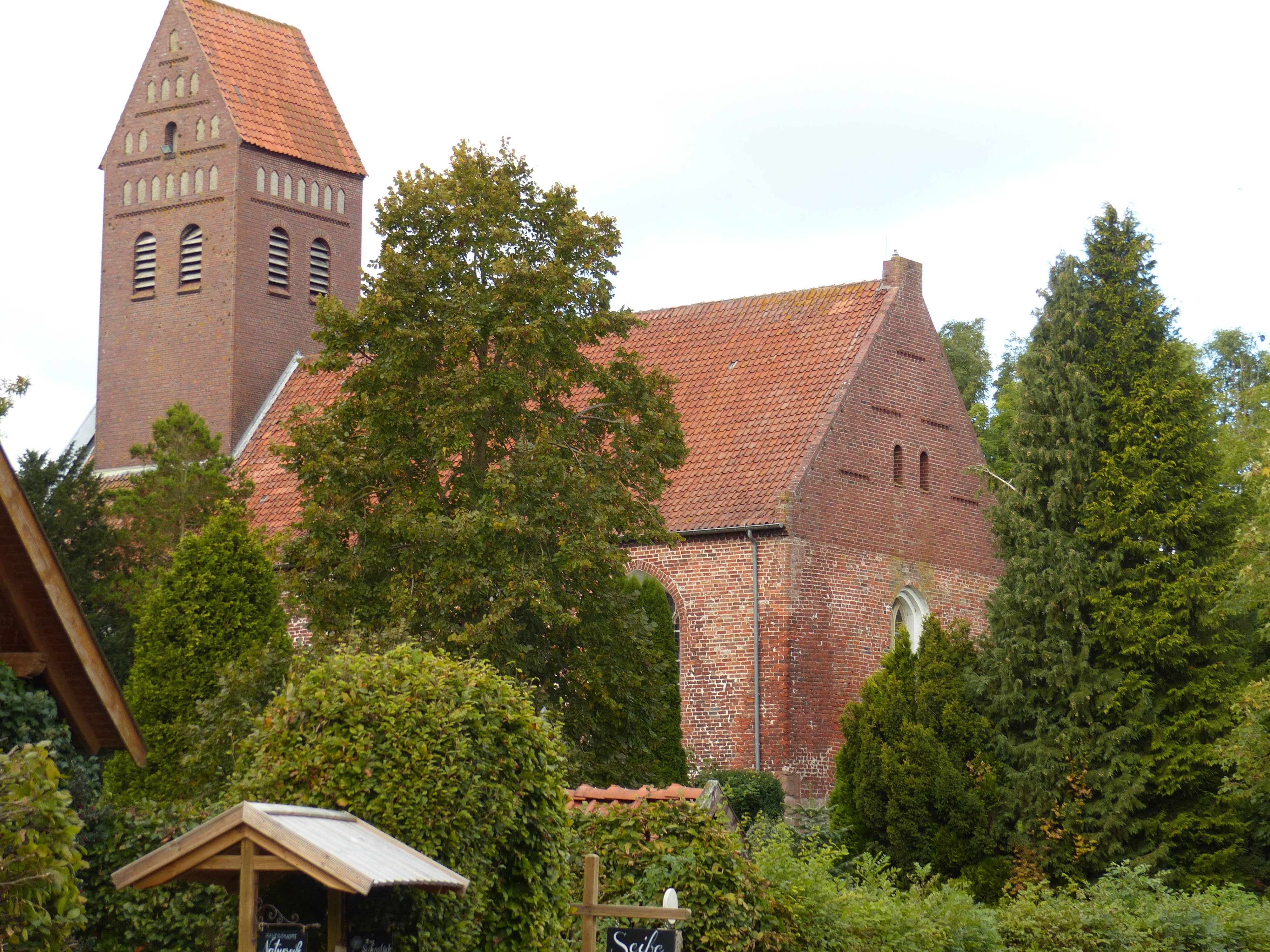
Neugotischer Westturm
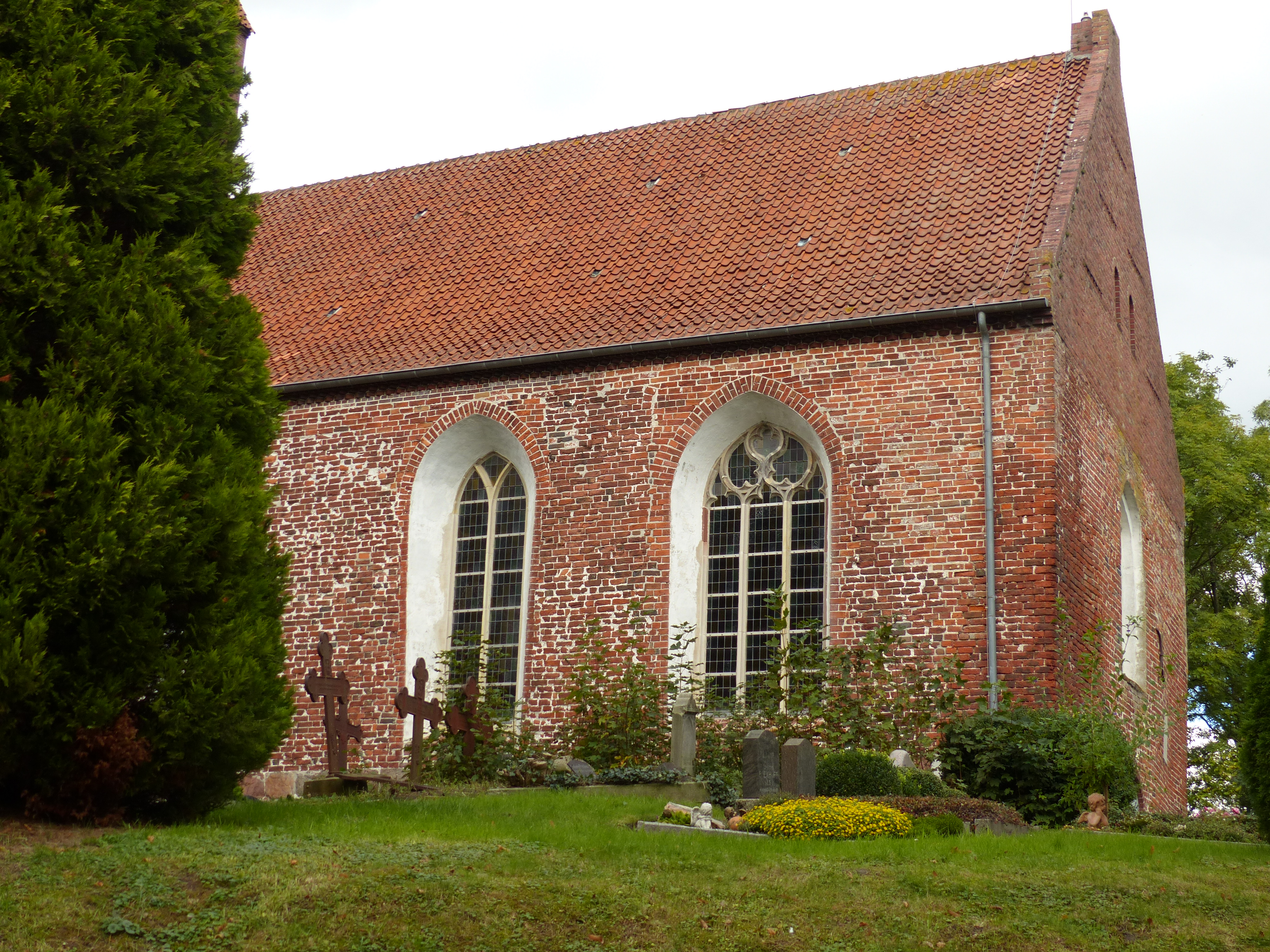
Gotisch erweiterte Chorfenster
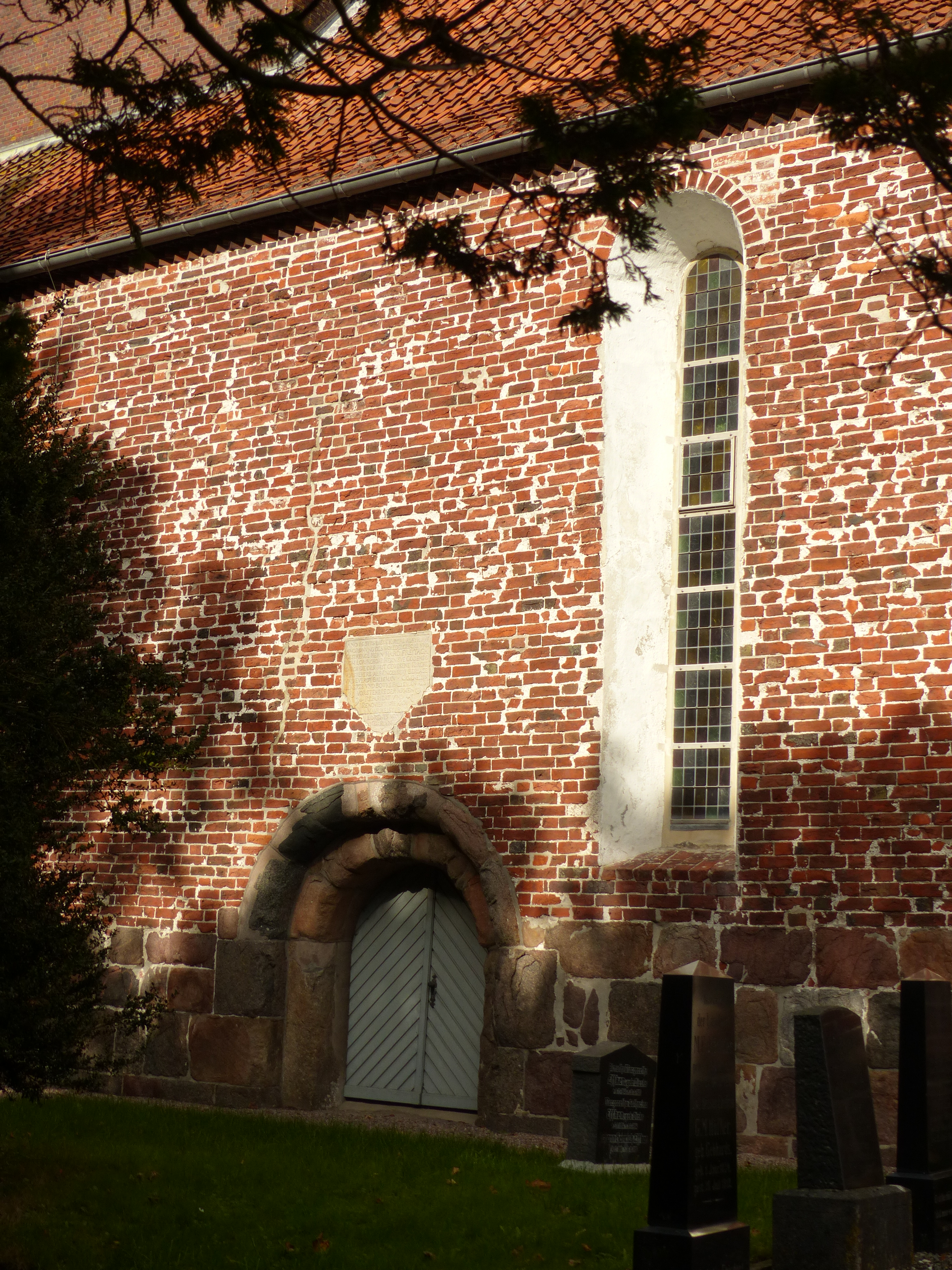
Romanisches Südportal
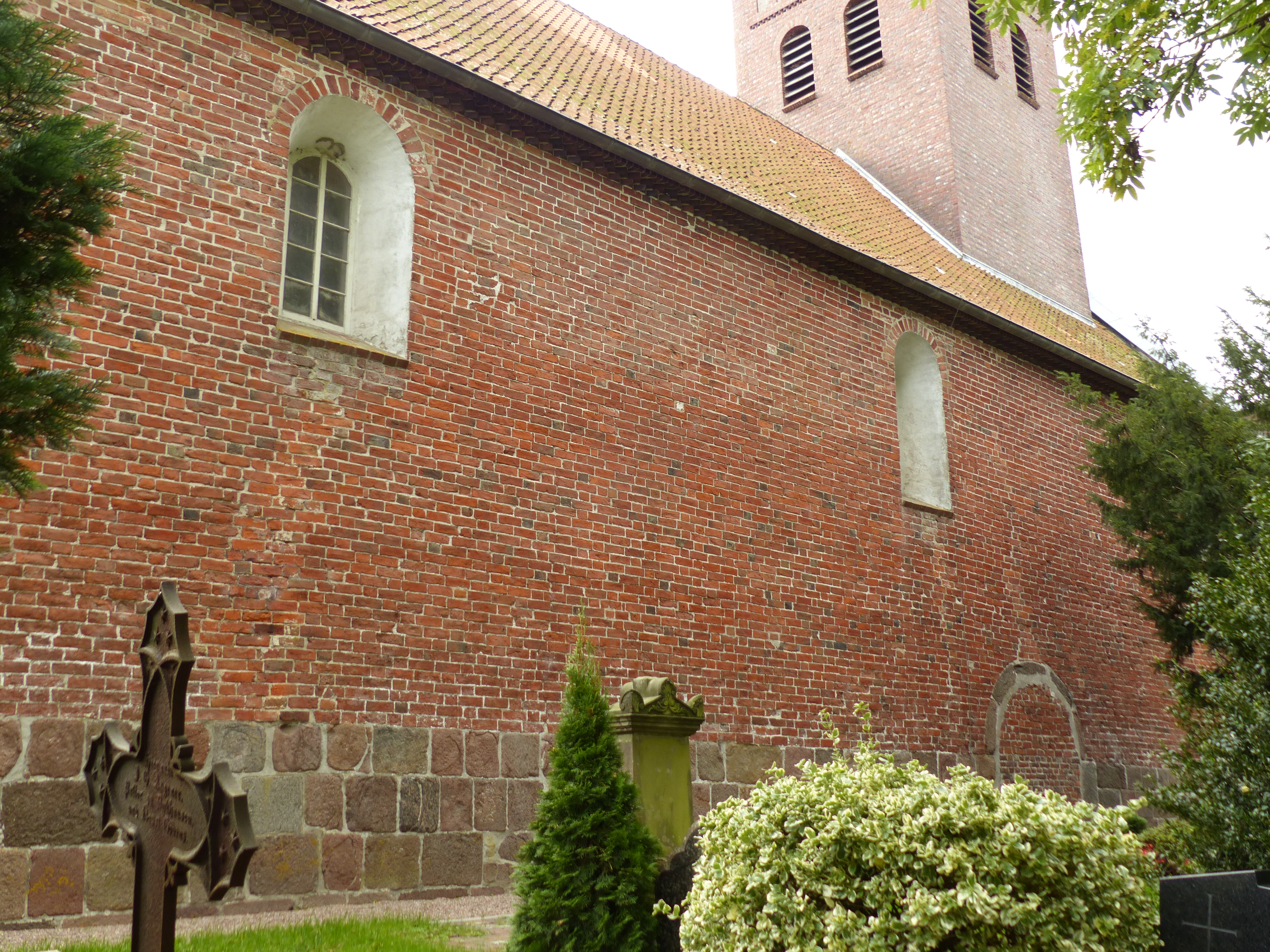
Nordseite mit ursprünglichen kleinen Fenstern

### Schloss Gödens

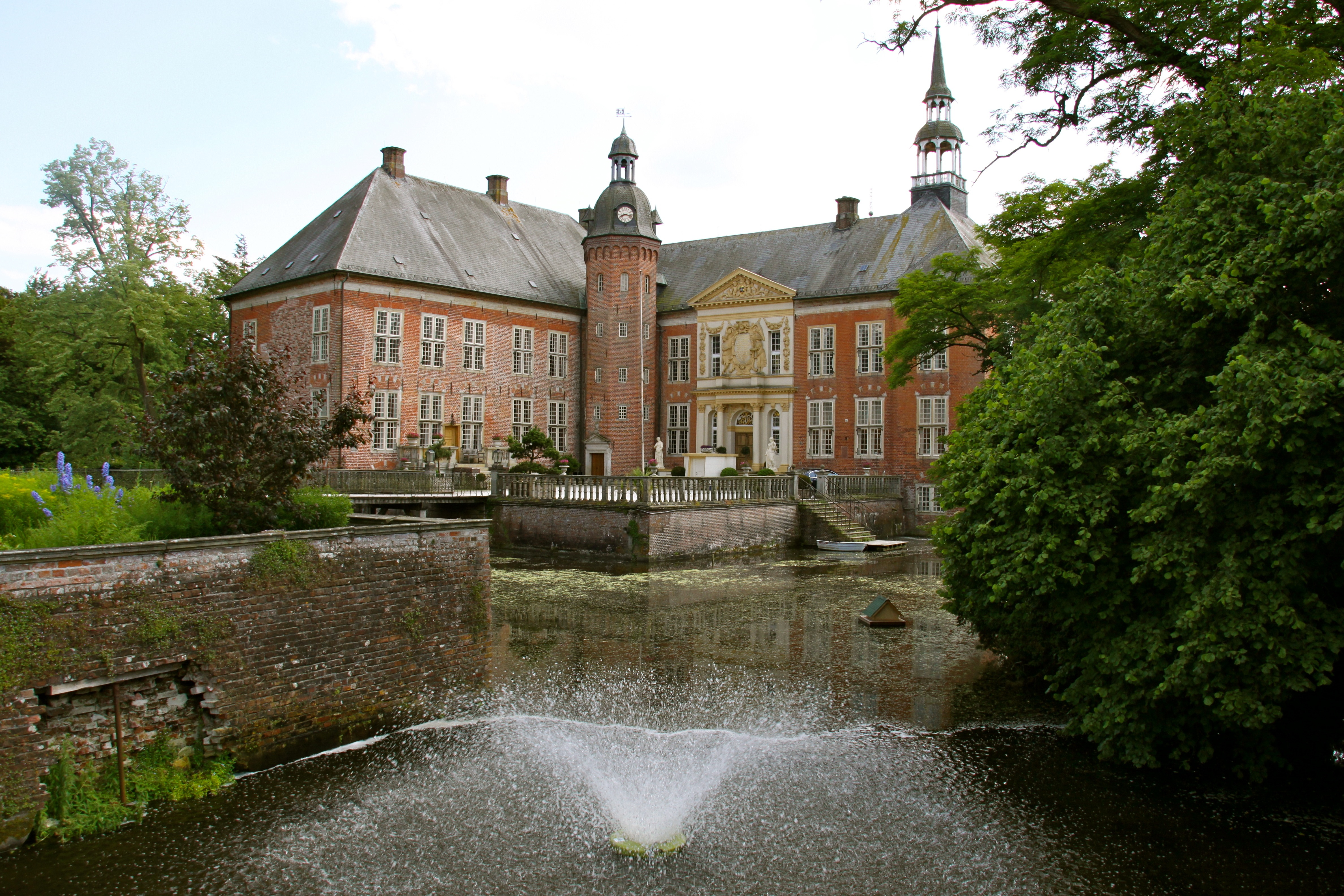
Schloss Gödens

Südlich von Dykhausen befindet sich das Schloss Gödens. Bereits 1517 ist ein Vorgängerbau dokumentiert, der jedoch 1669 abbrannte. Das heutige, in Privatbesitz befindliche Schloss stammt aus dem Jahr 1671 und wurde von Harro Burchard von Frydag als Wasserschloss angelegt. Es gilt als eines der schönsten seiner Bauweise auf der gesamten ostfriesischen Halbinsel.

## Verkehr
Dykhausen liegt an der Kreisstraße 96 und ist über diese an die B 436 von Friedeburg zur Anschlussstelle Sande der A 29 angebunden.
Direkt am Ems-Jade-Kanal liegt der Dykhausener Sportboothafen. Er entstand aus einer ehemaligen Verladestelle für Kohle und wird vom Wassersportverein WSV Dykhausen betrieben.

## Persönlichkeiten
- Heinrich Krechting, ehemaliger Kanzler des Münsterschen Täuferreichs, verstarb in Dykhausen als angesehener Bürger des Ortes
- Gerhard Westerburg († 1558), Theologe der Täuferbewegung, zuletzt reformierter Prediger in Dykhausen